# 2022年ロシアのウクライナ侵攻におけるトラウマ
2022年ロシアのウクライナ侵攻以後、戦闘に関わった兵士や民間人に、トラウマが植え付けられている。これらトラウマから集団的に発生した一連の病状は、「ウクライナ症候群」と呼ばれている。

## 背景
2022年2月、ロシアはウクライナに対して侵攻を開始した。この侵攻はユーゴスラビア紛争以来、より言えば非対称戦争が主流となった第二次世界大戦以来のヨーロッパ内の大戦争である。
さらに、ロシア軍もウクライナ軍も、この戦争中に戦争犯罪や人道に対する罪に関与している。
2022年後半から、ワグネル・グループのようなロシア軍と協力している傭兵部隊が、数ヶ月の勤務終了後の自由と引き換えに、ロシアの刑務所から志願者を募集し始めた。このような条件を受け入れた囚人たちは、ほとんどが重い刑に服していたため、自由のために命を賭けることを厭わなかった。
ウクライナ侵攻が始まって以来、当事者に多くの精神障害がみられるようになった。特に、難民に多く見られるユリシーズ症候群がそうである。

## 症候群
2014年、ウクライナ紛争が始まって以来、ウクライナ内では症候群が観察されるようになった。2014年12月、Mykhailo Matiashを含むウクライナの研究者がこの件に関する研究を行い、症候群は、とりわけ心的外傷後ストレス障害（PTSD）に苦しむ人々の数の「激増」によって部分的に特徴付けられるという結論に達した。『タイム』紙は2014年に、ウクライナで医師たちが「ウクライナ症候群」と命名したと報じた。この症候群は2014年以降に研究が進み、他の学者や著作も出版されるようになった。この症候群はアフガン症候群やベトナム症候群と比較された：
アフガニスタン、イラク、チェチェン、イスラエルでの軍事紛争に参加した兵士の経験が示すように、心的外傷後ストレス障害は、戦争終結後何年も経ってから、生涯を通じて兵士の精神に悪影響を及ぼす。アフガン症候群、ベトナム症候群、チェチェン症候群とも呼ばれる。ウクライナ侵攻は、アフガン症候群に別の名称を与えた。
ウクライナ症候群は、特に若者に見られ、広義には「ウクライナ人における、戦争の現実への適応による障害」として説明されてきた。研究者は、リハビリテーションの道を提案するために、この心理的適応を理解しなければならない。2023年、V.ルドフは、ジョージ・ワシントン大学のヨーロッパ・ロシア・ユーラシア研究所に招かれた心理学者の一人として、この問題について議論した。
2022年のウクライナ侵攻の際、2023年初頭から兵士や傭兵がロシアに帰還するにつれ、帰還した地域の犯罪率が急激に上昇した。ロシアでは元兵士による麻薬使用、レイプ、殺人事件などが増加している。この傾向は、「ウクライナ症候群」と呼ばれる、ウクライナ侵攻時に主にロシア人兵士が発症した心理学的、精神医学的、病理学的障害の連鎖によって起きている可能性が高い。